# Tuba Károly
Tuba Károly (Komárom, 1879. augusztus 13. – Budapest, 1958. augusztus 10.) költő, író, újságíró.

## Élete
Tuba László szitakötő és Tóth Lídia fia.
Elemi iskolai osztálytársa volt Alapy Gáspár polgármester. Mint cukrászsegéd került Budapestre. 1901-ben elvégezte a lévai állami tanítóképzőt. Előbb Komáromban a községi elemi iskolánál, majd Budapesten tanított.
Több írása jelent meg a szocialista sajtóban, versei például a Komáromi Lapokban. A Tanácsköztársaság bukása után 4 évre bebörtönözték, állásából elmozdították. Ettől kezdve az Magyarországi Szociáldemokrata Pártban töltött be különböző tisztségeket.

## Művei
Versei főleg a Népszavában jelentek meg.
- 1902 Szívek harcza. Komárom (elbeszélések)
- 1905 Hallgassatok meg. Komárom (versek)
- 1910 Ködön át. Budapest (versek)
- 1916 Álmok hegedűjén. Budapest (versek)
- 1919 Megváltó viharban. Budapest (versek)
- 1924 Börtönszonettek. Budapest (versek)
- 1926 Gyermekeink nevelése. In: Népszava naptár, 1927
- Egy tanú nem tanú. Ballada